# James Moody (sassofonista)
James Moody (Savannah, 26 marzo 1925 – San Diego, 9 dicembre 2010) è stato un sassofonista e flautista statunitense di musica jazz.

## Biografia
Nato in Georgia, si trasferì presto in New Jersey. Benché fosse parzialmente sordo, si avvicinò al sassofono all'età di 16 anni,  dopo aver ascoltato Buddy Tate, Don Byas, e Count Basie:  il suo primo album, per la Blue Note Records, è del 1948.  In seguito affiancò al sassofono il flauto, divenendo uno dei principali esponenti di questo strumento in ambito jazz. Il suo pezzo più noto è Moody's Mood for Love, un'improvvisazione basata sullo standard I'm in the Mood for Love.
Fra le sue molte collaborazioni si ricordano quelle con Dizzy Gillespie con cui, per molti anni, codiresse l'orchestra che portava il nome di Gillespie, continuando in questo ruolo dopo la morte del titolare, fino al 2009. Come Gillespie, Moody è stato un membro praticante della religione Baha'i. È scomparso nel 2010 all'età di 85 anni.